# بيت القساس (شبام كوكبان)

تعديل مصدري - تعديل

بيت القساس هي إحدى قرى عزلة الأهجر بمديرية شبام كوكبان التابعة لمحافظة المحويت، بلغ تعداد سكانها 522 نسمة حسب تعداد اليمن لعام 2004.